# Томаш Загорський
Томаш Загорський (пол. Tomasz Zahorski, нар. 22 листопада 1984, Ольштин) — польський футболіст, що грав на позиції нападника.
Виступав, зокрема, за клуб «Гурник» (Забже), а також національну збірну Польщі.

## Клубна кар'єра
У дорослому футболі дебютував 2003 року виступами за команду «Піса Барчео», в якій провів один сезон. 
Згодом з 2004 по 2007 рік грав у складі команд «Тенча Бісупєц», «ОКС 1945 Ольштин», «Дискоболія» та «Гурник» (Ленчна).
Своєю грою за останню команду привернув увагу представників тренерського штабу клубу «Гурник» (Забже), до складу якого приєднався 2007 року. Відіграв за команду з міста Забже наступні п'ять сезонів своєї ігрової кар'єри. Більшість часу, проведеного у складі «Гурника», був основним гравцем атакувальної ланки команди.
Протягом 2012—2016 років захищав кольори клубів «Дуйсбург», «Ягеллонія», «Гурник» (Забже), «Сан-Антоніо Скорпіонс», «Шарлотт Індепенденс» та ГКС (Катовіце).
Завершив ігрову кар'єру у команді «Стоміл» (Ольштин), за яку виступав протягом 2016—2018 років.

## Виступи за збірну
У 2007 році дебютував в офіційних матчах у складі національної збірної Польщі.
У складі збірної був учасником чемпіонату Європи 2008 року в Австрії та Швейцарії.
Загалом протягом кар'єри в національній команді, яка тривала 3 роки, провів у її формі 13 матчів, забивши 1 гол.